# Presbyacousie
 Mise en garde médicale
La presbyacousie, du mot grec presbys πρέσβυς qui signifie « vieil homme » ou « ancien » et d'akousis ἄκουσις (« ouïe »), est un phénomène plus ou moins marqué selon les individus et qui résulte du vieillissement. Elle est définie comme une perte progressive de l'audition.
Le mot provient des mots grecs presby, qui signifie 'plus vieux' (presbys signifiant 'vieil homme'), et akousis, signifiant 'audition'. Le parallèle avec la presbytie, qui concerne l'effet du vieillissement sur la vision est assez évident.
La presbyacousie est définie comme une perte neuro-sensorielle progressive de l'audition, liée à l'âge, bilatérale et symétrique, surtout dans les fréquences élevées. Elle peut être soit:
1. Sensorielle, caractérisée par la dégénérescence de l'organe de Corti
2. Neurale, caractérisée par la dégénérescence de cellules du ganglion spiral
3. Striale/métabolique, caractérisée par l'atrophie de la stria vascularis tout au long de la cochlée
4. Cochléaire de transmission, due à la rigidification de la membrane basale, affectant son mouvement.

La presbyacousie se traduit par une perte de la perception des sons aigus lesquels permettent une bonne perception des mots.

## Rôle de l'âge
On a constaté que la détérioration de l'audition commence très tôt, à partir de 18 ans.
La norme ISO numéro 7029-2000 indique la modification (diminution) du seuil de perception due uniquement à l'âge (pour des personnes "normales", ne souffrant pas de troubles auditifs ni d'exposition aux bruits excessifs - Méta-analyse de Robinson et Sutton, 1979,). Ce phénomène est constaté par âge et suivant les fréquences (500 Hz, 1000 Hz, 2 kHz, 4 kHz, 8 kHz): perte moyenne de la sensibilité, pertes des 10 % de personnes les plus affectées et pertes des 10 % de personnes les moins affectées.
Les effets de l'âge se font sentir davantage dans les hautes fréquences que dans les fréquences basses et davantage chez les hommes que chez les femmes. Une des premières conséquences est la perte de la capacité pour les jeunes adultes d'entendre les fréquences au-dessus de 15-16 kHz. Cette perte auditive peut n'être constatée que plus tard dans la vie.
Avec le temps, la détection de sons très aigus (4 kHz à 8 kHz) devient plus difficile et la perception de la parole est affectée, surtout pour les consonnes sifflantes (S, Z, Ch) et les fricatives (F, V). Les deux oreilles ont tendance à être affectées. L'impact de la presbyacousie sur la communication dépend à la fois de la sévérité de la surdité, du bruit ambiant et de l'interlocuteur .
Les effets de l'âge peuvent être amplifiés par l'exposition à des bruits excessifs, soit au travail, soit dans les loisirs (tir sportif, musique, etc). Cette perte auditive due au bruit (en) Noise-induced hearing loss ou NIHL n'est pas de la presbyacousie.

## Description
La presbyacousie correspond à des mécanismes divers, dont les effets se combinent généralement :
- Perte de souplesse des mini-muscles qui gèrent le dispositif des osselets,
- Perte progressive des cellules ciliées externes de la cochlée qui permettent à notre oreille interne d'amplifier les sons qu'elle reçoit et qui l'aide à les discriminer, etc.
- Dégénérescence des neurones du ganglion spiral (pertes des connexions avec les cellules ciliées).

Elle correspond probablement à une atteinte diffuse du système auditif, de l'oreille moyenne jusqu'au système nerveux. Les conséquences de la presbyacousie apparaissent généralement au-dessus de l'âge de cinquante ans et évoluent progressivement et symétriquement (touchent les deux oreilles de manière égale).
Elle semble conditionnée:
- Par des facteurs génétiques : il existe des familles où la presbyacousie se manifeste plus tôt et plus intensément. Le vieillissement précoce de la cochlée et sa fragilité devant certains médicaments sont génétiquement déterminés.
- Par l'artériosclérose, qui peut réduire la vascularisation de la cochlée et donc son oxygénation.
- Par les habitudes alimentaires : la consommation excessive de matières grasses peut accélérer l'artériosclérose chez la personne âgée.
- Par le diabète, qui peut provoquer une inflammation et une prolifération endothéliale des vaisseaux sanguins de la cochlée, diminuant ainsi le flux sanguin.
- Par le tabac, qui accentue les phénomènes d'artériosclérose dans la cochlée.
- Par l'hypertension, qui provoque des modifications vasculaires et une diminution de l'afflux sanguin.
- Par l'usage de toxiques et de médicaments ototoxiques : des médicaments comme l'aspirine ou certains antibiotiques peuvent accélérer le phénomène.
- Par le mode de vie, l'exposition au bruit : l'exposition prolongée aux bruits élevés perturbe une cochlée déjà sous-oxygénée et accélère le processus de presbyacousie.
- Des facteurs hormonaux, comme les œstrogènes, peuvent favoriser l'apparition de la presbyacousie[5].

Hormis ces facteurs, souvent aggravants, les pertes auditives qu'elle induit sont très variables d'un individu à l'autre. Enfin, une différence marquée existerait entre hommes et femmes dans l'évolution des seuils d'audition avec l'âge, les hommes étant plus fortement touchés, en termes de niveau de pertes. Cette différence selon le sexe, tout comme la différence de l'espérance de vie, pourrait dépendre de facteurs socioprofessionnels et d'usages liés au sexe (alcool, tabac). Elle reste la cause la plus fréquente de perte d'audition.
La presbyacousie affecte en général d'abord les hautes fréquences, au-dessus de 8 kHz, puis au-dessus de 6 kHz et enfin de 4 kHz (elle peut toucher toutes les fréquences selon ses origines, mais la perception des basses fréquences reste globalement moins affectée). À ce niveau, une conversation tenue dans un environnement bruyant (restaurant) ne peut plus être suivie distinctement, sauf à élever fortement la voix ou parvenir à lire sur les lèvres de l'interlocuteur.
Les troubles graves d'audition commencent avec la perte de perception des fréquences supérieures à 1000 Hz.
Pour la personne atteinte de presbyacousie, les conséquences dans la vie de tous les jours peuvent aller de la simple difficulté de compréhension dans un environnement bruyant, jusqu'au repli sur soi, à l'isolement, de peur de ne pas pouvoir communiquer correctement avec ses pairs.
Un signe permettant de constater sa presbyacousie consiste à comprendre mieux quelqu'un lorsque l'on voit ses lèvres. L'installation de la presbyacousie conduit de manière inconsciente à prendre en compte le mouvement des lèvres pour mieux comprendre la parole.
L'impact sociétal de l'absence de prise en charge de la presbyacousie est colossal. Il est estimé annuellement à 186 Mds$ et 243Mds$ en Amérique et en Europe respectivement.

## Traitements

### Les solutions auditives
L'appareillage auditif est le traitement de base à proposer, mais la proportion de personnes appareillées reste faible. De nombreux facteurs peuvent expliquer cela (manque d'information, dépistage parfois difficile, coût exorbitant), mais la vision de l'appareillage auditif commence néanmoins à évoluer depuis quelques années. Les nouveaux appareils sont maintenant plus performants et miniaturisés (donc moins voyants), ce qui permet de réduire les réticences psychologiques dues au port de l'appareillage et de changer l'image que l'on en a.
La technologie numérique est en plein développement depuis les années 2000. On peut régler son appareil suivant des ambiances sonores précises (restaurant, loisirs, travail). Le bruit parasite est fortement éliminé par un traitement numérique du signal sonore total. En outre, ces appareils peuvent être connectés par radio (HF, Wi-Fi, Bluetooth) à la source centrale (micro du conférencier, appareil de téléphone, cinémas, etc), dans les salles adaptées. De tels appareils restent (2008) très coûteux ; leur prix devrait baisser à la suite de leur normalisation. L'avis des audioprothésistes change devant de tels appareils : leur usage est conseillé dès l'apparition de la presbyacousie. Les (anciens) appareils classiques, simples amplificateurs avec quelques filtres et transpositions de fréquences, n'amélioraient guère la qualité d'audition dans une presbyacousie débutante.
On peut préparer l'usage de l'appareil en exerçant l'oreille pendant quelques semaines avant de le porter. Cet exercice se fait soit par l'usage d'appareils modificateurs de l'écoute, soit grâce à des CD réalisés spécifiquement pour le patient. Après la mise en place de l'appareil, on pourra utiliser à nouveau des exercices auditifs du même type. Ce protocole aurait pour avantage de minimiser l'amplification nécessaire et d'améliorer la compliance : en effet, très souvent, les sujets qui ne sont pas inclus dans ce protocole se plaignent d'une difficulté d'adaptation à leur appareil et le laissent dans quelque tiroir !

### Approches pharmacologiques
Bien qu’ils soient encore à un niveau de recherche précoce, plusieurs traitements sont développés pour traiter la presbyacousie. On peut notamment citer la forme hydrosoluble du CoEnzyme Q10, la greffe de thymus fœtal, ou le Tanakan. Dans une étude datée de 2010, il a été montré que la forme hydrosoluble du CoEnzyme Q10 provoque une amélioration de l’audiométrie liminaire tonale entre 1 et 8 kHz. Une étude clinique à grande échelle sera nécessaire pour étayer ces résultats de prévention de la presbyacousie par le CoEnzyme Q10. De son côté, la greffe de thymus fœtal, ou régénérescence de l’immunité du patient par injection de lymphocytes T CD4+, prévient également la presbyacousie, notamment en bloquant l’augmentation de l’expression du récepteur à l’interleukine 1 de type II (IL1R2) dans les lymphocytes T CD4+ et la dégénération du ganglion spiral dans des souris atteintes d’inflammation chronique (modèle de sénescence humaine). Les effets du Tanakan ont été observés pendant le traitement de tympanopathies chez des femmes âgées. Le Tanakan diminue l’intensité de la tympanite et améliore l’audition et la diction chez les personnes âgées, ouvrant la possibilité de préconiser ce traitement aussi bien chez les personnes âgées atteintes de presbyacousie que celles présentant une audition correcte. Cette affirmation est sujette à caution, en effet, le Tanakan est un extrait de Ginko biloba, et ce produit ne possède pas d'effet autre que placebo, pour cela il a été déremboursé, et son usage est déconseillé par la revue Prescrire dans sa liste des médicaments à éviter, numéro de décembre 2022. Enfin, l’administration de fortes doses de salicylate a également montré des résultats encourageants, en améliorant le fonctionnement des cellules ciliées externe via l’augmentation de la prestine, une protéine essentielle à leur activité. Cette affirmation est sujette à caution, en effet l'aspirine (acide acétylsalicylique) dons substance très proche, est ototoxique comme cela est écrit dans le chapitre description.

### Alimentation
Dans le cadre de médecines douces, le ginkgo biloba est suggéré dans le traitement de la presbyacousie. Il n'existe à l'heure actuelle aucune preuve qui permette de penser que les principes actifs issus de cette plante puissent guérir la presbyacousie mais il se pourrait qu'ils en ralentissent l'évolution[réf. nécessaire].
Par ailleurs, des études ont montré récemment que la déficience en folate dans l'alimentation pouvait conduire à une apparition précoce de la presbyacousie chez la souris.
La rééducation auditive peut également aider à la communication entre les personnes atteintes et les aidants. Des techniques comme prendre une position face à la personne atteinte, bien prononcer, assurer une lumière adéquate, minimiser le bruit ambiant ou encore utiliser des repères contextuels pour améliorer la compréhension.

## Anecdote
Certains ont profité de la capacité des jeunes (moins de 18 ans) d'entendre des fréquences supérieures à 17 kHz (inaudibles pour les plus âgés) pour développer un appareil capable de chasser ces jeunes de certains endroits (magasins, entrées d'immeuble, etc.). Ces appareils émettent des sons entre 17 et 18 kHz, jugés très désagréables par les jeunes, provoquant des maux de tête, voire des nausées. Ces appareils ont été nommés Mosquitos. Leur usage, et même leur droit à exister, sont très controversés. Le 2 avril 2008, la Commission européenne a refusé de faire interdire cet appareil (réseau Rapex).
D'une façon similaire, des sonneries de téléphones existent, audibles seulement par les ados (et non par leurs professeurs, parents et autres adultes).